# Careful What You Wish For
Careful What You Wish For es el sexto álbum de la banda Texas, lanzado el 14 de octubre de 2003 en el mercado anglosajón y el 20 de octubre en España. Los sencillos de este disco fueron "Carnival Girl" y "I'll See It Through".

## Listado de canciones
1. "Telephone X" (Campbell/McElhone/McGovern/Spiteri) – 3:43
2. "Broken" - 3:27
3. "Carnival Girl" - 4:03
4. "I'll See It Through" - 4:03
5. "Where Did You Sleep?" - 4:01
6. "And I Dream" - 3:57
7. "Careful What You Wish For" - 3:30
8. "Big Sleep" - 2:33
9. "Under Your Skin" - 3:42
10. "Carousel Dub" - 2:06
11. "Place in My World" - 3:53
12. "Another Day" - 3:40

- Datos: Q2938143